# Barrera del Pol Sud
La Barrera de Pol Sud (SPW de l'anglés The South Pole Wall) és una estructura còsmica massiva formada per una paret gegant de galàxies (un filament galàctic) que s'estén per almenys 1.37 mil milions d'anys llum d'espai i s'hi situada aproximadament a mig milió de milions d'anys llum. La Barrera del Pol Sud compren un angle de 180 graus. La Barrera del Pol Sud es comparable amb la Gran Barrera CfA2 i la Gran Barrera Sloan amb qui es comparable també en mida i morfologia. Aquesta barrera s'hi troba al voltant de la zona d'obscuriment deguda a la pols galàctica. El trobem fent oposició al Supercúmul de Shapley a l'altra banda de la zona d'osbcuriment. A la paret, que separa dos buits galàctics,s'observa un augment de la densitat de la distribució de galàxies. L'estructura és coincident amb el Pol Sud celestial i és, segons l'equip internacional d'astrònoms que van descobrir la Barrera de Pol Sud, "... La característica contigua més gran en el volum local i comparable a la Gran Barrera Sloan a la meitat de distància ...". La seva descoberta va ser anunciada per Daniel Pomarède de la Universitat París-Saclay i R. Brent Tully i altres col·legues de la Universitat de Hawai en juliol de 2020. Pomarède va explicar: "Es podria preguntar com una estructura tan gran i no tan llunyana va passar desapercebuda. Això es deu a la seva ubicació a una regió del cel que no ha estat completament mesurada i on les observacions directes es veuen obstaculitzades per pedaços en primer pla de pols i núvols galàctics. L'hem trobat gràcies a la seva influència gravitatòria, imprès en les velocitats d'una mostra de galàxies".

## Mida
El mur mesura més de 1.37 bilions d'anys llum de longitud i s'hi troba aproximadament a mig milió de milions d'anys llum de distància. L'estructura massiva s'estén més enllà de la galàxia de la Via Làctia, a la Zona d'Elusió, des de la constel·lació de Perseu a l'hemisferi nord fins a la Constel·lació de l'Au del Paradís a l'extrem sud. És tan gran que afecta molt l'expansió local de l'univers. Segons l'astrònom Tully, "Ens preguntem si el mur del pol sud és molt més gran que el que veiem. El que hem mapejat s'estén per tot el domini de la regió que hem mesurat. Som els primers exploradors del cosmos, ampliant els nostres mapes a territoris desconeguts." També, segons l'equip internacional d'astrònoms que van descobrir el Mur del Pol Sud," No estarem segurs de la seva extensió, ni de si és inusual, fins que no mapegem l'univers a una escala significativament més gran. "